# Ратленд (острів)

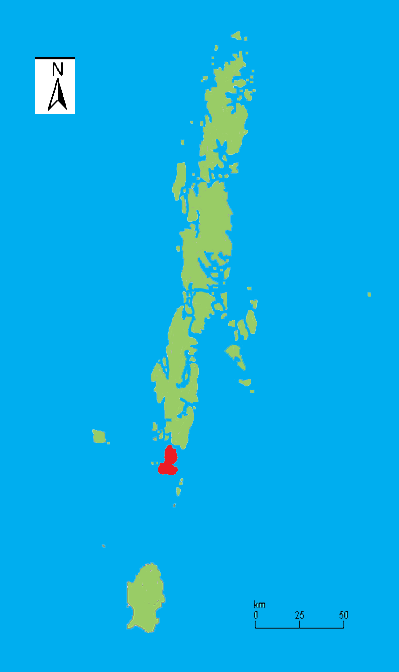
Ратленд

Ра́тленд або о́стрів Ра́тленд (англ. Rutland Island, МФА: [rʌtlənd ajlənd]) — острів у складі Андаманських островів. Розташований на півдні острівної групи Великий Андаман, між Бенгалською затокою і Андаманським морем. Належить до району Південний Андаман, складової індійської союзної території Андаманські і Нікобарські острови. Складова малої острівної групи Рутленд. Площа — 121,5 км2; довжина — 18 км, ширина — 11 км. Протяжність берегової лінії — 69 км. Найвища точка — 433 м (вершина Форд). Населення — 347 осіб (2016); густота населення — 2,85 осіб / км2. Батьківщина мисливців-збирачів андаманців — джангілів. Основні мови — гінді, андаманські мови. Найбільший населений пункт — Бада-Кхарі. Постраждав від землетрусу в Індійському океані 2004 року. Названий на честь англійського графства Ратленд. Інша назва — Ру́тленд.